# Francisco Javier Jiménez de la Puente
Francisco Javier Jiménez de la Puente (Madrid, 5 de octubre de 1883-ibid., 23 de agosto de 1936), también conocido como el conde de Santa Engracia, fue un político español.

## Biografía
Nació en Madrid en 1883.
Miembro de la fracción «Izquierda Liberal» que lideraba Santiago Alba, fue elegido diputado por Madrid en las Cortes de la Restauración en los comicios de 1910, 1914, 1916, 1918, 1919 y 1920. En las de 1923 sería elegido diputado por el distrito turolense de Mora de Rubielos. Ocupó de forma interina la cartera de Gracia y Justicia en dos ocasiones, sustituyendo interinamente al titular Juan Alvarado y del Saz entre el  18 y el 22 de enero y entre el 17 y el 21 de marzo de 1917.
Fue uno de los políticos fusilados en la Cárcel Modelo de Madrid, ocupada por milicianos izquierdistas, entre el 22 y el 23 de agosto de 1936, durante la guerra civil española.